# Storträsk (Finström, Åland)
Storträsk är en sjö i Finströms kommun i Åland (Finland). Den ligger i den västra delen av landskapet, 14 km norr om huvudstaden Mariehamn. Storträsk ligger 3,4 meter över havet. Den ligger på ön Fasta Åland. Arean är 80,4 hektar och strandlinjen är 6,25 kilometer lång. Sjön  ingår i Skärgårdshavets kustområde, Åland. 